# Karolis Kaupinis
Karolis Kaupinis, né le 9 octobre 1987 à Vilnius (Lituanie), est un réalisateur et scénariste lituanien.

## Biographie
Karolis Kaupinis naît le 9 octobre 1987 à Vilnius (Lituanie). Il est diplômé de l'Université de Vilnius avec une maîtrise en politique comparée.Pendant 5 ans, Karolis Kaupinis travaille comme présentateur et rédacteur en chef d'un programme télévisé hebdomadaire consacré aux actualités politiques pour une chaîne nationale lituanienne.
En 2013, il écrit et réalise son premier court-métrage de fiction The Noisemaker, avec la productrice Marija Razgutė et la société de production M-Films. Le projet est  sélectionné au Festival International du film de Locarno en 2013 et est diffusé dans 50 festivals internationaux.
Il écrit et réalise son second court-métrage Watchkeeping en 2017, aussi produit par  Marija Razgutė (M-films) et est diffusée dans une vingtaine de festivals internationaux.
En 2019, son premier long-métrage, Nova Lituania participe au programme de développement du marché de coproduction français les Arcs, pour sortir en 2020 sous la forme d'un film en noir et blanc historique,. Il est diffusé en avant-première au Festival International du Film de Karlovy Vary 2020. Cette troisième collaboration avec Marija Razgutė (M-Films) est sélectionnée pour la 93e cérémonie des Oscars dans la catégorie du meilleur long métrage international,.
Son second long-métrage, Hunger Strike Breakfast, est tourné à Kaunas (Lituanie) en mars 2023. Ce film, produit par  Marija Razgutė (M-Films)  en coproduction avec Background Films (République Tchèque) et Tasse Film (Lettonie), traite de la grève de la faim des employés de la télévision lituanienne après l'occupation militaire de la tour de télévision de Vilnius par l'URSS en 1991 et sort en 2024.

## Filmographie
- 2013 : The Noisemaker (fiction / court métrage / Lituanie)
- 2017 : Watchkeeping (fiction / court métrage / Lituanie)
- 2019 : Nova Lituania (fiction / long métrage / Lituanie)
- 2024 : Hunger Strike Breakfast (fiction / long métrage / Lituanie)

## Récompenses et distinctions

### Récompenses
- Prix Lituaniens du Cinéma 2015 : Prix du meilleur court métrage pour The Noisemaker.
- Prix Nationaux Lituaniens du Cinéma 2021 : Prix du meilleur scénariste et du meilleur réalisateur pour le film Nova Lituania.
- Festival international du film de Wiesbaden 2020 : Prix du meilleur réalisateur
- Prix Nationaux Lituaniens du Cinéma 2020 : Prix Silver Crane du meilleur réalisateur et du meilleur scénario pour le film Nova Lituania .

### Nominations
- Festival International du Film de Locano 2014 :  Nomination dans la catégorie meilleure réalisation  pour le court métrage The Noisemaker
- Festival du film Nuits noires de Tallin 2014 : Nomination dans la catégorie meilleur court métrage pour le court métrage The Noisemaker
- Festival Premiers Plans d'Angers 2014 :Sélection au prix du Grand Jury pour le court métrage The Noisemaker
- Festival international du film de Zagreb 2017 : Nomination dans la catégorie meilleur court-métrage pour le court métrage Watchkeeping
- Festival international du film de Wiesbaden 2019 : Prix du meilleur réalisateur pour le film Nova Lituania
- Festival international du film d'Athènes 2019 :  Prix de la meilleure image pour le film Nova Lituania
- 93e cérémonie des Oscars 2021 : Selections dans la compétition internationale pour le film Nova Lituania